# Tatra 815
Les Tatra 815 sont une famille de modèles de camions utilitaires tout-terrain, produits par Tatra. Le T815 et les modèles ultérieurs ont permis au pilote tchèque Karel Loprais de gagner à six reprises le Rallye Dakar dans la catégorie camions.